# Sukhoi Su-6
El Sukhoi Su-6 (en ruso: Сухой Су-6) fue un  avión de ataque a tierra soviético propulsado por un motor radial desarrollado durante la Segunda Guerra Mundial. El interceptor de gran altitud Su-7 (no confundir con el posterior cazabombardero supersónico Sukhoi Su-7) fue un avión experimental de propulsión mixta (motor de pistón y cohete) basado en el prototipo monoplaza del Su-6.

## Diseño y desarrollo
El desarrollo del Su-6 comenzó en 1939, cuando la oficina de diseño de Sukhoi comenzó los trabajos para diseñar un avión monoplaza blindado de ataque a tierra. Se recibió la orden para fabricar dos prototipos el 4 de marzo de 1940, y el 1 de marzo de 1941 comenzaban las pruebas de combate del primer prototipo con el piloto A.I. Kokin.
Las pruebas de vuelo indicaban que el Su-6 era superior al Ilyushin Il-2 en casi todas las categories de funcionamiento, no obstante, sus motores, excedieron su límite de edad antes de que las pruebas estuviesen finalizadas, y los nuevos motores Shvetsov M-71 aún no estaban disponibles.
El Segundo prototipo, solo voló durante enero de 1942, ya que la [OKB] había sido evacuada tras el inicio de la Gran Guerra Patriótica. Estaba armado con dos cañones de 23 mm, cuatro ametralladoras y diez rieles para cohetes aéreos. Los resultados de las pruebas fueron muy favorables y el AFRA Instituto de Investigación Científica recomendó la adquisición de un pequeño número para ser probados en condiciones de combate. Se redactó un proyecto de resolución para la adquisición de 25 aeronaves, desafortunadamente para Sukhoi, este, no fue nunca publicado oficialmente.
Mientras tanto, la experiencia de combate con el monoplaza  Il-2s demostró la necesidad de incorporar un artillero a popa. Por lo tanto, el diseño del tercer prototipo fue modificado para incluir a un segundo tripulante, a expensas de reducir la carga de bombas de 400 kg (880 lb), hasta los 200 kg (440 lb), y fue equipado con el motor más potente M-71F. Las pruebas oficiales revelaron que la versión biplaza del Su-6 tenía una velocidad de 514 km/h (280 nudos, 320 mph), mayor que la del Il-2, aunque con una carga de combate considerablemente menor. Cuando a causa de diversos problemas la línea de motores M-71 fue cancelada, se ordenó a Sukhoi utilizar los motores refrigerados por líquido Mikulin AM-42. Cuando comenzaron las pruebas de vuelo el 22 de febrero de 1944, el Su-6 remotorizado se mostró inferior al Ilyushin Il-10 que usaba los mismos motores, debido al peso adicional de 250 kg (550 lb) del blindaje que protegía el nuevo motor, y a la menor potencia del AM-42 en comparación con el M-71F.
Aunque el Su-6 nunca entró en producción, Pável Sújoi fue premiado en 1943 con el Premio Stalin de primer grado por el desarrollo de los aviones.

### Su-7
Como experimento, el monoplaza básico el Su-6 fue convertido en un interceptor de alta altitud con motorización mixta, que recibió el nombre de Su-7 (nombre que posteriormente, fue asignado a un interceptor supersónico). Se le retiró el blindaje y el fuselaje fue construido totalmente en metal. Era propulado por un motor de pistones Shvetsov ASh-82 con dos turbocargadores TK-3 en el morro, y un motor cohete Glushko RD-1-Kh3 en la cola. El motor de pistón producía 1,850 Cv. (1.380 kW), mientras que el motor cohete, que utilizaba como combustible keroseno y ácido nítrico generaba 2,9 kN (600 lbf) de empuje durante 4 minutos. Un único Su-7 fue terminado en 1944. Los vuelos de prueba demostraron una velocidad superior a los 510 km/h (275 nudos, 315 mph) a 12.000 m (39.370 pies) de altitud sin el motor cohete, y de 705 km/h (380 nudos, 440 mph) con el cohete. En 1945 el motor cohete explotó durante el vuelo, causando la muerte al piloto y destruyéndose totalmente el prototipo.

## Variantes
- Sukhoi Su-6 A - diseño inicial del Su-6.[5]
- Sukhoi Su-6 S - segundo prototipo con varias modificaciones.[5]
- Sukhoi Su-6 SA (modificado) - Su-6A con dos cañones OKB-16 de 37 mm y dos ametralladoras ShKAS de 7,62 mm.[5]
- Sukhoi Su-6 S2A - un Su-6 equipado con una segunda cabina con una ametralladora Berezin UBT de 12,7 mm de disparo trasero. Las pruebas revelaron un mejor rendimiento y blindaje que el Il-2, pero a pesar de las recomendaciones, la producción no se llevó a cabo debido a que el motor M-71 no entró en producción.[5]

## Usuarios
Fuerza Aérea Soviética.

## Especificaciones (3.erprototipo del Su-6)
Referencia datos: 

### Características generales
- Tripulación: 2 (piloto y artillero)
- Longitud: 9,24 m
- Envergadura: 13,50 m
- Altura: 3,89 m
- Superficie alar: 26 m² (280 pies²)
- Peso vacío: 4.000 kg (8.820 lb)
- Peso máximo al despegue: 5.534 kg 12.200 lb
- Planta motriz: 1× Motor radial Shvetsov M-71F.
  - Potencia: 1.620 kW
- Hélices: 1× hélice por motor.

### Rendimiento
- Velocidad máxima operativa (Vno): 514 km/h 280 nudos, 320 mph a 3.800 m (12.465 pies)
- Alcance: 973 km (525 nmi; 605 mi)
- Radio de acción: 450 km
- Alcance en ferry: 576km
- Techo de vuelo: 8.100 m
- Régimen de ascenso: 8,02 ft en 10,6 minutos para 5.000 metros.
- Carrera de despegue: 410 m (1,345 ft)
- Carrera de aterrizaje: 730 m (2,395 ft)

### Armamento
- Ametralladoras: 3× 

  - 2x ShKAS de 7,62 mm en las alas, 1.400 balas.
  - 1x Berezin UBT de 12,7 mm en una torreta trasera, 196 balas.

- Cañones: 2× Nudelman N-37 de 37 mm en las alas, 90 balas.
- Bombas: 200 kg (440 lb) de bombas.

### Desarrollos relacionados
- Sukhoi Su-2

### Aeronaves similares
- Ilyushin Il-2
- Ilyushin Il-10

### Secuencias de designación
Su-_ (interna de Sukhoi): ← Su-2 - Su-3 - Su-4  - Su-5 - Su-6 - Su-7 (1944) - Su-8 →

### Listas relacionadas
- Anexo:Aeronaves militares utilizadas en la Segunda Guerra Mundial